# Papa Zaccaria
Zaccaria (Santa Severina, 679 – Roma, 15 marzo 752) è stato il 91º papa della Chiesa cattolica, che lo venera come santo, dal 29 novembre 741 (consacrazione il 10 dicembre) fino alla sua morte.

## Biografia

### Pontificato

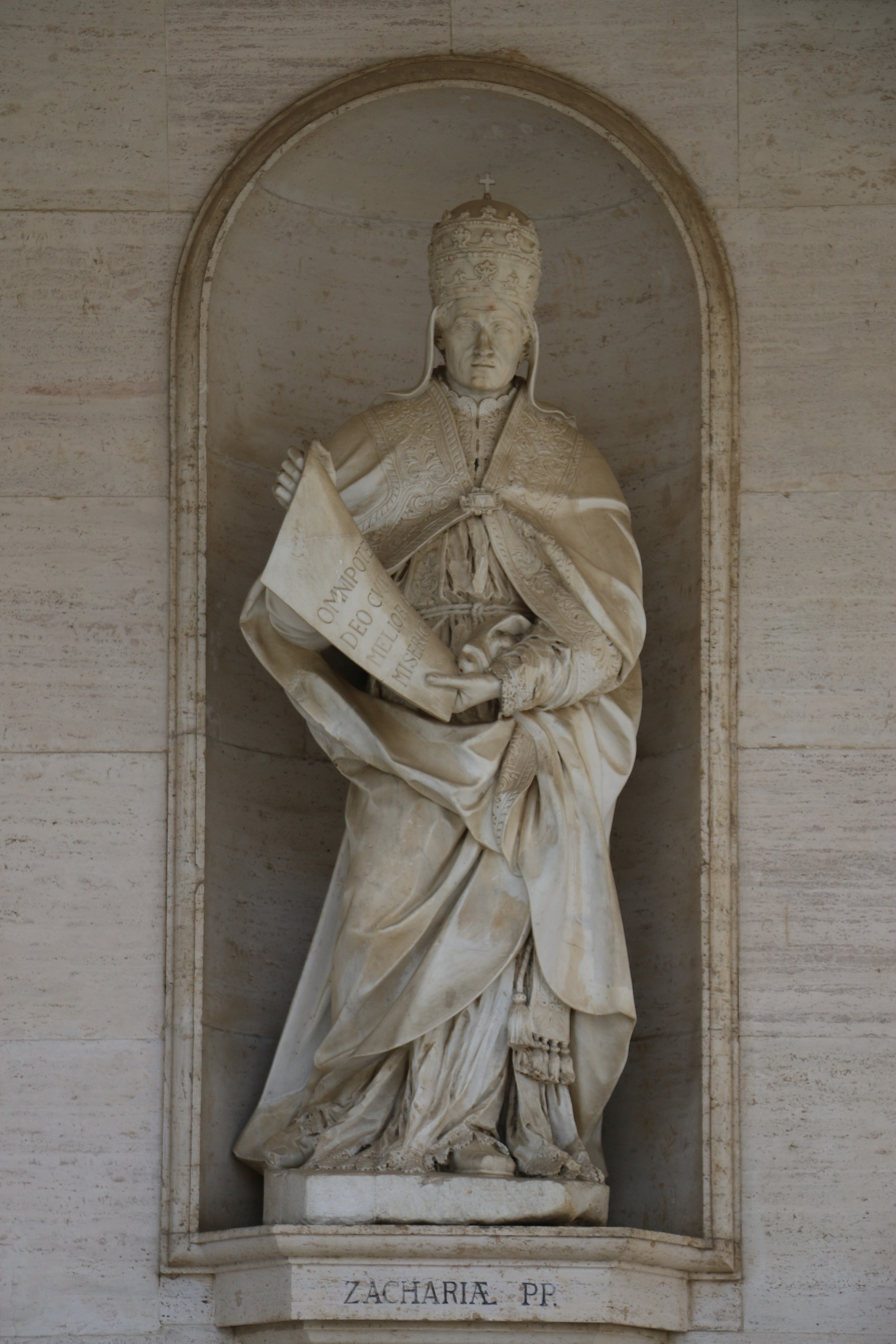
Statua di papa Zaccaria, Cattedrale di Santa Maria Assunta e San Benedetto abate, Abbazia di Montecassino

Poco si sa della sua vita precedente all'elezione al Soglio pontificio. Proveniente da una famiglia greca della Calabria, era stato diacono lavorando in stretta collaborazione con Gregorio III, al quale succedette il 29 novembre 741. La consacrazione avvenne il 10 dicembre, senza aspettare la conferma dell'esarca di Ravenna, che rivestiva questa funzione in quanto rappresentante del potere dell'imperatore romano d'Oriente in Italia. Il gesto non aveva però alcuna connotazione polemica o di sfida, in quanto il nuovo pontefice era comunque conosciuto come abile diplomatico e persona conciliante.

#### Relazioni con i re Longobardi
Liutprando (742-744)
Durante il pontificato di Zaccaria, era re dei Longobardi Liutprando. Poco tempo prima il duca di Spoleto Trasamondo II aveva mostrato tendenze indipendentiste rispetto al monarca, trattando direttamente col nuovo papa, cui aveva donato alcuni territori dell'Italia centrale. Liutprando aveva reagito invadendo Spoleto e conquistando quattro castra della campagna romana, ma appena rientrato nella sua capitale Trasamondo, che in passato era stato protetto da Gregorio III dall'ira di Liutprando, aveva ripreso Spoleto.
Liutprando era intenzionato a riprendere nuovamente Spoleto e punire Roma per l'alleanza con il duca. Papa Zaccaria, mancando l'aiuto dei Franchi cui si era inutilmente rivolto Gregorio III, ignorato dal nuovo imperatore romano d'Oriente Artavasde (usurpatore del legittimo erede al trono Costantino V), si trovò costretto a sospendere l'alleanza con Trasamondo e a rivolgersi direttamente al re Liutprando, che incontrò a Terni nella primavera del 742. Il pontefice ottenne la promessa della restituzione di tutti i prigionieri, dei quattro castelli occupati nella campagna romana e una tregua ventennale fra Roma ed i Longobardi. In cambio, la milizia di Roma, ormai al comando del papa e non più dell'esarca di Ravenna, avrebbe dovuto aiutare l'esercito longobardo nella riconquista di Spoleto. Zaccaria accettò, e Trasamondo ebbe salva la vita a condizione di chiudersi in un monastero.
Dopo aver conquistato Spoleto l'azione del re longobardo non si fermò ma si spinse fino alla conquista del ducato di Benevento che, come quello di Spoleto, aveva dato cenni d'insofferenza al potere del re. Nonostante che Liutprando non avesse mantenuto le promesse fatte al papa, Zaccaria lo incontrò nuovamente, sempre a Terni, e questa volta ottenne quanto voleva. Non solo, ma ebbe in più alcune località della valle del Tevere e le città di Narni, Osimo, Ancona e Numana.
A breve distanza dall'ultimo incontro, Liutprando intraprese una campagna contro le città della Pentapoli bizantina. Assediato in Ravenna dal re longobardo, l'esarca Eutichio si rivolse al papa, che di nuovo partì da Roma. Dapprima raggiunse Ravenna e, di qui, inviò al sovrano longobardo la richiesta di un incontro. Zaccaria incontrò Liutprando a Pavia, il 28 giugno 742, riuscendo a convincerlo a desistere dall'impresa.
Liutprando morì nel gennaio 744. Gli successe Rachis, che confermò la tregua ventennale e nel 749, dopo un inizio di campagna militare in Italia centrale che ancora una volta Zaccaria riuscì a bloccare, si ritirò nell'Abbazia di Montecassino.

#### Relazioni con l'imperatore d'Oriente
Costantino V (743)
Il ruolo avuto da Zaccaria nel dissuadere Liutprando dalla conquista della Pentapoli gli valse probabilmente la riconoscenza successiva dell'imperatore bizantino Costantino V che, al suo ritorno sul trono nel 743, dopo la parentesi del regno dell'usurpatore Artavasde, donò alla Chiesa di Roma due possedimenti bizantini nel Lazio: Norma e Ninfa (nella zona dell'attuale Cisterna di Latina). I rapporti tra Roma e Costantinopoli rimasero comunque buoni, nonostante la fede iconoclasta dell'imperatore, forse proprio perché durante il pontificato di Zaccaria la questione dell'iconoclastia non venne mai affrontata a fondo.

#### Relazioni con i Franchi
Pipino il Breve (751)
Nel 751 l'Esarcato d'Italia cadde sotto l'ennesimo assalto dei Longobardi, guidati da re Astolfo. Questa volta Zaccaria comprese che la fermezza del nuovo re non gli avrebbe consentito alcun margine di mediazione. Consapevole che Asfolfo avrebbe presto marciato su Roma, Zaccaria si mise nuovamente in cerca di alleati. Si rivolse subito ai Franchi. Pipino il Breve governava di fatto il regno al posto del legittimo sovrano merovingio Childerico III come Maggiordomo di palazzo, ma egli aspirava al trono. Valutando favorevolmente le circostanze, Pipino fece la prima mossa: spedì a Zaccaria alcune lettere e, all'insaputa del suo re, ma col beneplacito di tutti i Franchi, inviò una delegazione a Roma, guidata da san Burcardo, vescovo di Würzburg e Fulrado, abate di Saint-Denis. I due inviati proposero al pontefice un quesito, chiedendogli se il titolo di re appartenesse a chi esercitava il potere o a chi era di sangue reale. Il pontefice rispose che doveva essere re colui che effettivamente esercitava il potere.
La risposta segnò la fine della dinastia merovingia. Childerico III fu deposto mentre Pipino il Breve, con la regina Berta, fu unto e incoronato, a Soissons, re dei Franchi, da san Bonifacio, vescovo di Magonza.

La deposizione di Childerico fu eseguita secondo l'uso germanico: gli furono rasati i capelli. Invece l'"unzione" del nuovo re fu fatta con uno speciale olio benedetto. Tale atto, estraneo al mondo germanico o romano, si rifaceva all'unzione dei re d'Israele presente nella Bibbia. La nuova sacralità arrogata dai carolingi era "più alta" della tradizionale sacralità con risvolti pagani arrogata dai merovingi.

#### Governo della Chiesa
Nel 745 Zaccaria convocò a Roma un sinodo locale, chiamato ad esprimersi sulla condanna, già espressa dal vescovo Wynfrith-Bonifacio, di Adalberto, arcivescovo di Magdeburgo, accusato di compiere opere di magia tramite l'invocazione di angeli, pratica non riconosciuta dalle Scritture. Il sinodo confermò la condanna e sospese Adalberto dalle sue funzioni.

#### Governo di Roma
Abile amministratore, Zaccaria seppe controllare molto bene le milizie papali e l'amministrazione civile dell'Urbe. Sviluppò inoltre il sistema della domus cultae, l'assegnazione a fittavoli di terre incolte e abbandonate di proprietà della Chiesa. Fece restaurare e abbellire inoltre numerose chiese e in particolare il Palazzo del Laterano, ove riportò la residenza papale.

#### Morte e sepoltura
Zaccaria morì a Roma il 15 marzo 752 all'età di 73 anni e fu sepolto in San Pietro. Il 22 marzo fu eletto il presbitero Stefano, che morì per un ictus il 26 marzo, appena quattro giorni dopo l'elezione, senza che fosse stata celebrata la consacrazione, motivo per il quale non è riconosciuto come pontefice dalla Chiesa. Nella successiva immediata elezione salì al Soglio pontificio Stefano II.

## Opere
Uomo di grande erudizione, tradusse i Dialoghi del predecessore Gregorio Magno per i monasteri greci di Roma e d'Italia. Di lui rimangono diverse lettere e i decreti.

## Testimonianze
Ci è giunta una sua biografia, la Vita di Papa Zaccaria, ad opera di Anastasio bibliotecario.

## Culto
È celebrato come santo dalla Chiesa cattolica e la sua commemorazione liturgica ricorre il 15 marzo.
Così lo ricorda il Martirologio romano:
«15 marzo - A Roma, san Zaccaria, papa, che arginò la veemenza dell'invasione longobarda, indicò ai Franchi quale fosse il giusto governo, dotò di chiese i popoli germanici e tenne salda l'unione con la Chiesa d'Oriente, governando la Chiesa di Dio con somma accortezza e prudenza.»

## Genealogia episcopale
La genealogia episcopale è:
- Cardinale Sisinnio di Ostia
- Papa Zaccaria